# Pern (Lot)
Pern korábbi község Franciaországban, Lot megyében. Lakosainak száma 426 fő (2022. január 1.). Pern Cézac, Saint-Paul-Flaugnac, Fontanes, Labastide-Marnhac és Castelnau-Montratier községekkel határos.
2025. január 1-jén Lhospitalet korábbi községgel egyesült és az így létrejött Pern-Lhospitalet új község része lett.

## Népesség
A település népességének változása:
| Lakosok száma | 304  | 321  | 327  | 396  | 494  | 460  | 449  | 437  | 431  | 426  |
|               | 1968 | 1982 | 1990 | 2006 | 2013 | 2015 | 2017 | 2019 | 2020 | 2022 |